# 黑鳞珍珠茅
黑鳞珍珠茅（学名：Scleria hookeriana）为莎草科珍珠茅属下的一个种。

## 扩展阅读
- 維基物種上的相關：黑鳞珍珠茅